# Philippe van Arnhem
Philippe van Arnhem (Waalwijk, 24 augustus 1996) is een Nederlands voetballer die doorgaans speelt als middenvelder. In juli 2024 verruilde hij Kozakken Boys voor Achilles Veen.

## Clubcarrière
Van Arnhem speelde als geboren en getogen Waalwijker in de jeugdopleiding van RKC Waalwijk, die later fuseerde met de jeugdopleiding van Willem II tot RJO Willem II/RKC. In 2014 werd de middenvelder door het naar de Eerste divisie gedegradeerde RKC overgeheveld om in het eerste elftal te gaan acteren. Hij debuteerde voor de Waalwijkse club op 8 augustus 2014, toen met 3–2 verloren werd van mededegradant Roda JC. Van Arnhem viel negen minuten voor tijd in voor Ismaïl Yıldırım. Door zijn invalbeurt werd hij de jongste debutant uit de clubgeschiedenis. Op 28 september maakte Van Arnhem zijn basisdebuut in de wedstrijd tegen Achilles '29. Twee maanden daarna tekende hij zijn eerste professionele verbintenis tot medio 2018.
Deze verbintenis zou hij niet uitzitten. In het seizoen 2016/17 verloor hij zijn vaste basisplaats en die had hij anderhalf jaar later niet terug. In januari 2018 vertrok Van Arnhem naar AS Trenčín. Medio 2019 liep zijn contract af en vervolgens ging hij naar Botev Plovdiv in Bulgarije. Op 14 november 2019 werd zijn contract daar ontbonden. Medio 2020 vervolgde hij zijn loopbaan bij IJsselmeervogels in de Tweede divisie. Eind 2022 maakte Van Arnhem bekend aan het einde van het seizoen te gaan verkassen naar Kozakken Boys. In januari 2023 maakte hij deze overstap echter al. Van Arnhem was anderhalf jaar actief voor Kozakken Boys en verkaste daarna naar Achilles Veen.

## Clubstatistieken
| Seizoen | Club          | Competitie     | Competitie | Competitie | Beker | Beker | Internationaal | Internationaal | Totaal | Totaal |
| Seizoen | Club          | Competitie     | Wed.       | Dlp.       | Wed.  | Dlp.  | Wed.           | Dlp.           | Wed.   | Dlp.   |
| ------- | ------------- | -------------- | ---------- | ---------- | ----- | ----- | -------------- | -------------- | ------ | ------ |
| 2014/15 | RKC Waalwijk  | Eerste divisie | 25         | 0          | 1     | 0     | —              | —              | 26     | 0      |
| 2015/16 | RKC Waalwijk  | Eerste divisie | 24         | 1          | 1     | 0     | —              | —              | 25     | 1      |
| 2016/17 | RKC Waalwijk  | Eerste divisie | 18         | 0          | 2     | 0     | —              | —              | 20     | 0      |
| 2017/18 | RKC Waalwijk  | Eerste divisie | 5          | 0          | 0     | 0     | —              | —              | 5      | 0      |
| 2017/18 | AS Trenčín    | Fortuna Liga   | 12         | 1          | 0     | 0     | —              | —              | 12     | 1      |
| 2018/19 | AS Trenčín    | Fortuna Liga   | 19         | 0          | 3     | 0     | 2              | 0              | 24     | 0      |
| 2019/20 | Botev Plovdiv | Parva Liga     | 11         | 0          | 1     | 0     | —              | —              | 12     | 0      |
| Totaal  | Totaal        | Totaal         | 124        | 1          | 8     | 0     | 2              | 0              | 134    | 1      |

Bijgewerkt op 7 februari 2025.